# Springville (Virginia)
Springville es un lugar designado por el censo situado en el condado de Tazewell, Virginia  (Estados Unidos). Según el censo de 2010 tenía una población de 1.371 habitantes.

## Demografía
Según el censo de 2010, Springville tenía una población en la que el 97,3% eran blancos; el 0,6% afroamericanos; el 0,3% eran indios americanos y nativos de Alaska; el 0,1% eran asiáticos; el 0,0% hawaianos y otros isleños del Pacífico; el 0,4% de otra raza, y el 1,3% a partir de dos o más razas. El 0,7% del total de la población eran hispanos o latinos de cualquier raza.